# Rehab (Rihanna-Lied)
Rehab ist ein Lied, das von Justin Timberlake, Timbaland und Hannon Lane für R&B-Sängerin Rihanna geschrieben wurde, die es mit dem US-amerikanischen Popmusiker Justin Timberlake einspielte. Das Lied wurde als achte Single von Rihannas drittem Studioalbum Good Girl Gone Bad am 8. Dezember 2008 zum ersten Mal veröffentlicht. Produzent der Single war Timbaland und Koproduzent Hannon Lane.

## Hintergrund
Rehab ist einer von drei Songs des Albums Good Girl Gone Bad, die von Timbaland produziert wurden. Bei einem gemeinsamen Auftritt von Timbaland mit Justin Timberlake in Chicago kam dieser ins Studio, wo auch Rihanna anwesend war. Timberlake spielte ein bisschen mit der Technik herum und bastelte einen Beat, der allen gut gefiel. Später auf der Tour traf sich Timberlake nochmal mit Rihanna und Timbaland. Timberlake erinnerte sich an die kleine Spielerei und wollte unbedingt aus diesem Beat einen Song für Rihanna schreiben. Timbaland schlug schließlich den Titel Rehab vor. Timberlake schrieb das Lied aus dem Gedächtnis, improvisierte eine Version des Liedes und sang diese ein. Als Co-Writer neben Timbaland und Timberlake ist Hannon Lane angegeben, der den Song auch mitproduzierte. Die endgültige Aufnahme fand im Januar 2007 im Roc the Mic Studio in New York City statt. Demacio Castellon leitete die Aufnahme und arrangierte später auch den Mix in den Hit Factory Studios von Miami. Die beiden anderen Songs auf Good Girl Gone Bad sind Sell Me candy und Lemme Get That.
Rehab war die achte und letzte Singleauskopplung aus Rihannas Erfolgsalbum Good Girl Gone Bad. Die Single erschien zunächst am 6. Oktober 2008 als Radiosong und wurde schließlich am 8. Dezember 2008 in den Vereinigten Staaten und im Vereinigten Königreich als Single und am 12. Dezember 2008 als Download-Single über iTunes und 7digital veröffentlicht. In Deutschland erschien die Single erst im Januar 2009. Neben einer Instrumentalversion wurde außerdem noch eine Liveaufnahme von der Good Girl Gone Bad Tour aus Manchester am 6. Dezember 2007 über ITunes veröffentlicht, die später auch auf der DVD Good Girl Gone Bad Live enthalten war.
Tracklist der Single (Standard)
1. Rehab (Main) – 4:54
2. Rehab (Instrumental) – 4:54

Auf iTunes gibt es außerdem noch einen exklusiven Remix von Timbaland.
1. Rehab (Timbaland Remix) – 3:30

## Musikstil und Text
Rehab ist eine Midtempo-Ballade in Rihannas typischem Contemporary R&B-Stil, den sie vor Good Girl Gone Bad bediente. Der Beat ist eine typische Timbaland-Produktion. Das Lied beginnt mit Streicherklängen, danach entwickelt sich der Groove aus den Klängen von Akustikgitarren, Tamburin und einem leichten Backbeat. Den Gesang übernimmt vor allem Rihanna, Justin Timberlake kommt nur in der Bridge als Background-Sänger zum Einsatz. Das Lied handelt davon, über einen Expartner hinwegzukommen, wenn man noch liebeskrank ist. Dabei wird der Expartner mit einer Art Krankheit oder Sucht verglichen, dessen Folgen man mittels einer Rehabilitation auskurieren kann. Die Ballade war von Timberlake gedacht als Präsentation einer erwachsen gewordenen Rihanna, die bereits mit 15 ein Star wurde und die nun als Künstlerin ernst genommen werden soll.
Viele Kritiker zogen Parallelen zu ähnlichen Songs von Justin Timberlake, wie zum Beispiel What Goes Around (Comes Around) oder Cry Me a River, und meinten, das Lied würde auch gut auf ein Timberlake-Album passen oder als B-Seite Verwendung finden. Sie sind aber auch der Ansicht, dass das Lied zu Rihanna passt. Das Lied wurde meist positiv besprochen. So schrieb Rodney Dugue im The Village Voice es wäre einer der besten Songs auf dem Album. Sarah Rodman bezeichnete es in ihrem Review des Albums für den Boston Globe sogar als „essentiell“. Im Magazin Vibe wurde Rehab als einzige Ballade des Albums als Positivbeispiel hervorgehoben. The Guardian nannte den Song eine „mournful tale of lost love feeling like a catastrophic rehab meltdown“ (etwa: „eine traurige Geschichte verlorener Liebe, wie ein Zusammenbruch in der Reha“).
Während ein Großteil der Reviews gut ausfiel, gab es auch kritische Stimmen. Kai Kopp, der für laut.de einen Verriss des Albums schrieb, lobte den Song in seinem Review tatsächlich als einzigen mit den Worten: „Rehab gehört mit smoother Atmo zu den akzeptablen Stücken, mehr Wohlwollen ist leider nicht drin.“ Tom Breihan bezeichnete die Instrumentierung als gelungen und nannte das Stück in seinem Review für Pitchfork Media einen dünnen, aber soliden Eintrag in „Timbalakes“ (Wortneuschöpfung aus Timbaland und Timberlake) Backkatalog. Das Lied würde besser zu Timberlakes Falsetto-Gesangsstil passen. Rihanna dagegen würde sich auf dem Track anhören, als würde ein Roboter versuchen Alanis Morissette zu imitieren. Ihr dünnes Stimmchen passe einfach nicht zu dem Lied. Sal Cinquemani scherzte in Slant, das Lied wäre so schlecht, es könnte fast von Justin Timberlake sein. Erst als er dies gesagt habe, sei ihm aufgefallen, dass es tatsächlich von ihm geschrieben worden sei. Das Lied sei der Beweis dafür, dass Timberlake besser dran sei, wenn er über Schwänze und Ärsche (eine Referenz an seine beiden Lieder SexyBack und Dick in a Box) schreibe.

## Musikvideo

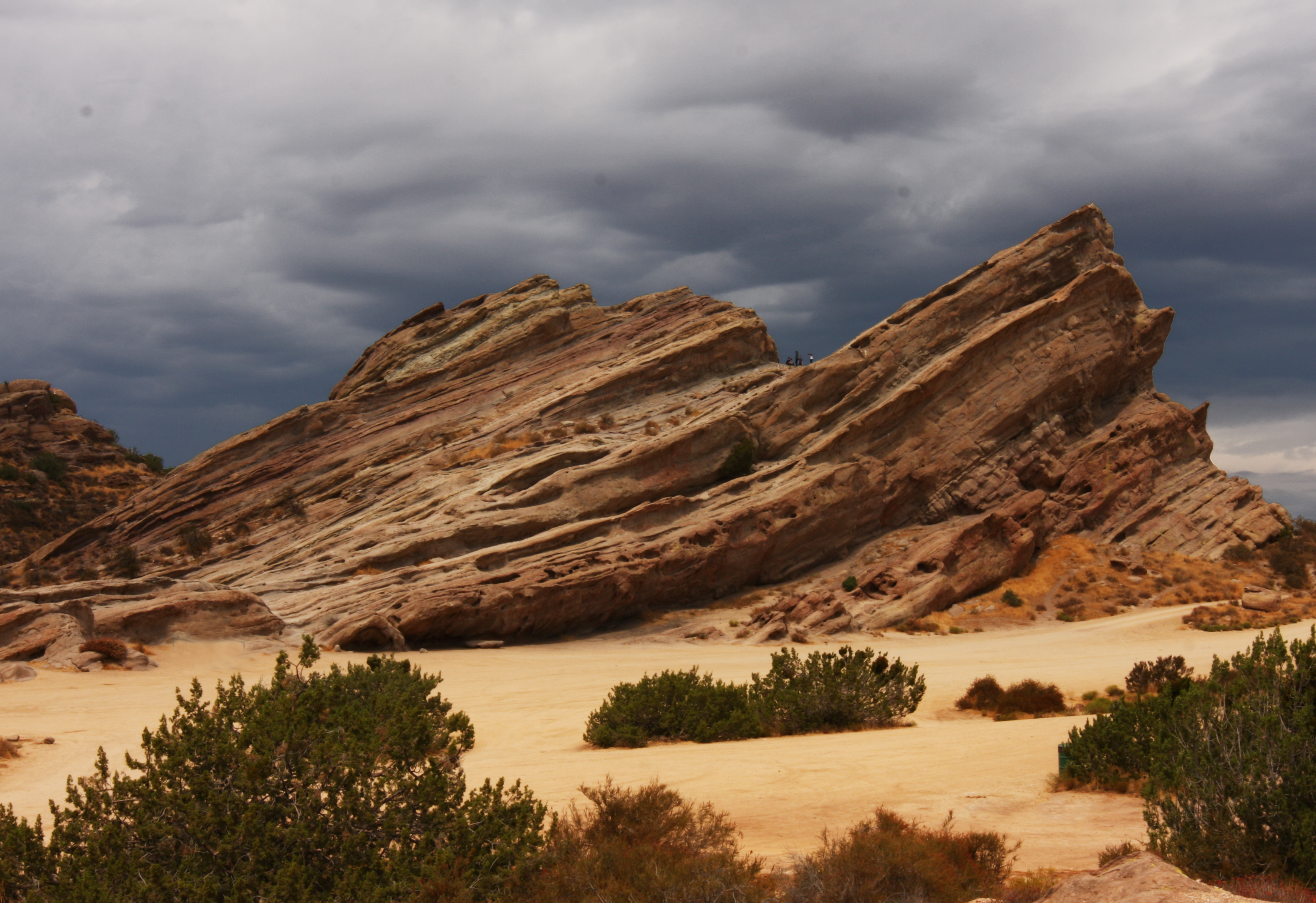
Vasquez Rocks, Ort des Videodrehs

Das Video wurde am 22. Oktober 2008 im Park Vasquez Rocks in der Nähe von Los Angeles aufgenommen. Regie führte Anthony Mandler, der bereits mehr als 12 Videos für die Künstlerin drehte. Ihre erste gemeinsame Kollaboration war Unfaithful (2006). Weitere Videos waren Take a Bow, Disturbia und Russian Roulette. Das Video zeigt Rihanna und Justin Timberlake in der Wüste mit einem Cabrio. Die beiden ließen sich dabei sowohl in defensiver Haltung als auch in inniger Umarmung auf der Motorhaube des Autos filmen. Bereits am Drehtag wurden Bilder aus dem Video und des Drehs geleakt und fanden ihren Platz in der Boulevardpresse. Diese befeuerten die Gerüchte, dass die beiden sich heimlich treffen würden, obwohl beide in festen Beziehungen seien, so war Justin Timberlake zu dieser Zeit mit Jessica Biel liiert, während Rihanna zusammen mit Chris Brown ein Paar bildete. Tatsächlich gab sich Jessica Biel auf Nachfrage auch eifersüchtig, als sie die Bilder sah und das Drehteam von der „guten Chemie“ zwischen den beiden berichtete. Timberlake gab auf Anfrage zu verstehen, dass er zwar eine tolle Zeit beim Video hatte, sonst aber nichts gewesen sei. Er habe nun mal den Song geschrieben und durfte deshalb am Video teilnehmen. Tatsächlich kam es erst 2009, etwa ein Jahr nach dem Videodreh zu einer Affäre der beiden, wobei Rihanna sich da bereits von Chris Brown getrennt hatte, Timberlake aber noch nicht von Biel.
Am 13. November 2008 veröffentlichte Rihanna einen Teaser für das Musikvideo zu Rehab. Vier Tage später wurde das Video zum ersten Mal auf MTV ausgestrahlt. Bei den Urban Music Awards 2009 gewann Rihanna mit Rehab den Award für das beste Musikvideo.

## Liveauftritte

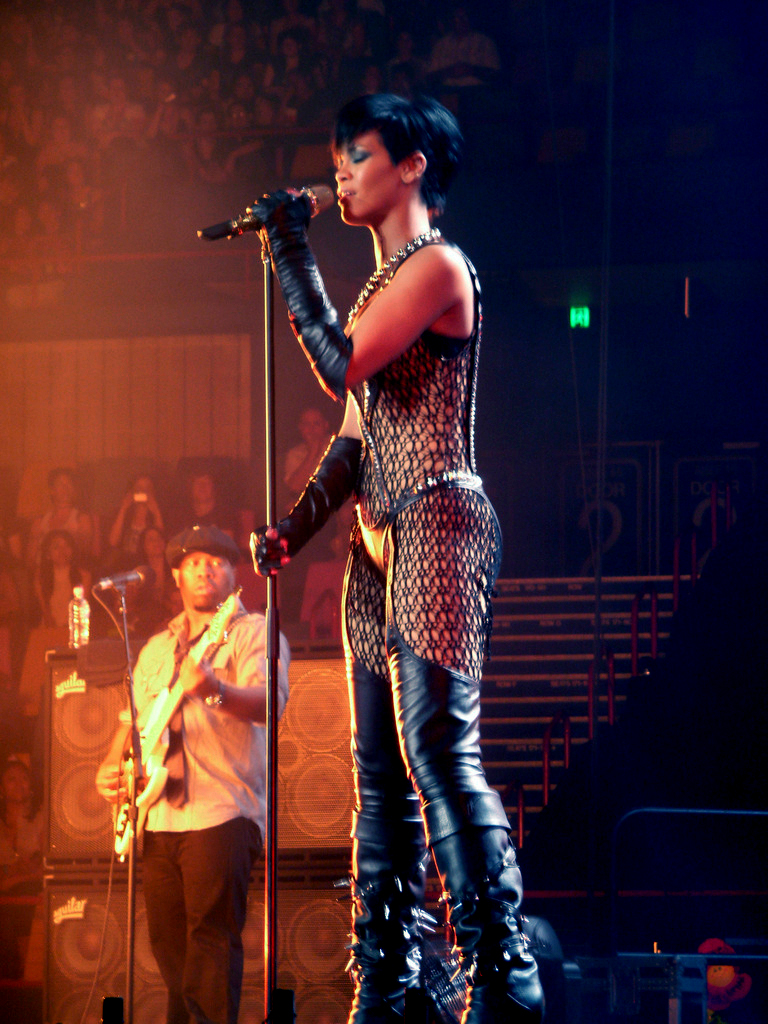
Rihanna live auf der Good Girl Gone Bad Tour

Seine Livepremiere erlebte der Song bei einem Auftritt am 28. April 2008 im Pepsi Center in Denver, Colorado. Dort sang Rihanna diesen und weitere Songs aus dem Good Girl Gone Bad-Album. Am gleichen Abend spielten außerdem Kanye West, N.E.R.D. und Lupe Fiasco.
Rehab war der vierte Song auf der Setlist der Good Girl Gone Bad Tour, die zwischen 2007 und 2009 stattfand. Ihr Liveauftritt in Manchester wurde mitgeschnitten, daher befindet sich die Liveversion des Liedes zum einen im Shop von iTunes sowie auf der Good Girl Gone Bad Live DVD. Auf der ein Jahr später erfolgten Tour Last Girl on Earth Tour wurde Rehab als zwölfter Song gespielt, fiel jedoch in Australien aus der Setlist. Das Bühnenbild beinhaltete bei dieser Tour eine psychiatrische Couch und menschliche Gliedmaßen aus Metall.
Am 23. November 2008 trat Rihanna mit dem Lied bei den American Music Awards 2008 auf. Am gleichen Abend gewann sie zwei Awards. Am 7. Februar 2009 spielte sie das Lied auf der Party vor den Grammy Awards 2009. Bei der eigentlichen Award-Show, wo sie das Lied ebenfalls vortragen wollte, musste sie wegen einer handgreiflichen Auseinandersetzung mit ihrem damaligen Freund Chris Brown absagen. Auf dem Heimweg von der Party war es zu Streit gekommen, der Popsänger wurde später zu fünf Jahren Haft auf Bewährung und 180 Stunden Sozialdienst verurteilt. Zudem bestand ein Kontaktverbot.

## Erfolg
Rehab erreichte in einigen Nationen die Top Ten. Zu einem Nummer-eins-Hit hat es nirgends gereicht. Am höchsten eingestiegen in die Charts ist das Lied in Deutschland auf Platz vier in die Media-Control Charts. In den Hot 100 Billboard Charts in den Vereinigten Staaten erreichte der Song nur Platz 18. Im Vergleich zu den weiteren Singles des Albums bewegte sich der Erfolg im oberen Mittelfeld, kam aber nicht an die Nummer-eins-Hits Umbrella, Don’t Stop the Music, Take a Bow und Disturbia heran. In den Vereinigten Staaten wurde die Single mit Doppelplatin ausgezeichnet, was 2.500.000 verkauften Einheiten entspricht.

### Chartplatzierungen
| ChartsChartplatzierungen       | Höchstplatzierung | Wochen |
| ------------------------------ | ----------------- | ------ |
| Deutschland (GfK)              | 4 (16 Wo.)        | 16     |
| Österreich (Ö3)                | 9 (15 Wo.)        | 15     |
| Schweiz (IFPI)                 | 13 (22 Wo.)       | 22     |
| Vereinigte Staaten (Billboard) | 18 (17 Wo.)       | 17     |
| Vereinigtes Königreich (OCC)   | 16 (16 Wo.)       | 16     |

| ChartsJahrescharts (2009) | Platzierung |
| ------------------------- | ----------- |
| Deutschland (GfK)         | 57          |
| Österreich (Ö3)           | 74          |
| Schweiz (IFPI)            | 65          |

### Auszeichnungen für Musikverkäufe
| Land/Region                  | Auszeichnungen für Musikverkäufe (Land/Region, Auszeichnung, Verkäufe) | Verkäufe  |
| ---------------------------- | ---------------------------------------------------------------------- | --------- |
| Brasilien (PMB)              | Diamant                                                                | 250.000   |
| Dänemark (IFPI)              | Gold                                                                   | 7.500     |
| Deutschland (BVMI)           | Platin                                                                 | 300.000   |
| Neuseeland (RMNZ)            | Gold                                                                   | 7.500     |
| Vereinigte Staaten (RIAA)    | 2× Platin                                                              | 2.000.000 |
| Vereinigtes Königreich (BPI) | Platin                                                                 | 600.000   |
| Insgesamt                    | 2× Gold · 4× Platin · 1× Diamant ·                                     | 3.165.000 |

Hauptartikel: Rihanna/Auszeichnungen für Musikverkäufe